# Giulio Krall
Giulio Krall (* 26. Juli 1901 in Triest; † 29. August 1971 in Rom) war ein italienischer Bauingenieur und angewandter Mathematiker.

## Leben
Krall erhielt 1923 seine Laurea als Bauingenieur am Polytechnikum in Mailand und 1924 in Mathematik an der Universität Rom bei Tullio Levi-Civita. Danach war er bis 1932 Assistent am Lehrstuhl für Mechanik in Rom und lehrte außerdem mathematische Physik. Danach lehrte er bis 1939 an der Universität Neapel am Lehrstuhl für konstruktiven Ingenieurbau, bis ihn Francesco Severi an das neu gegründete Istituto Nazionale di Alta Matematica in Rom holte. 1963 wechselte er auf den Lehrstuhl für Statik und 1968 auf den für mathematische Physik.
1925 bis 1933 war er Ingenieur für die Firma Ferrobeton, die unter anderem die erste U-Bahn in Mailand entwarfen und die Torre Velasca in Mailand, und später Berater der Firma. Er war dort vor allem mit Brücken, maritimen Bauwerken und Wasserbau befasst. Unter anderem zählten der Ponte di Mezzo in Pisa und Trockendocks in Neapel und Genua zu seinen Projekten und die Stromleitungskreuzung der Straße von Messina.
Er forschte auch theoretisch über die Stabilität und Dynamik (Schwingungen) von Baukonstruktionen wie Brücken und entwickelte daraus neuartige praktische Berechnungsverfahren für Ingenieure. In der mathematischen Physik behandelte er auf Anregung seines Lehrers Levi-Civita die Theorie adiabatischer Invarianten und wandte sie in Himmelsmechanik (zwei umeinander kreisende Himmelskörper mit Eigenrotation und Gezeitenwirkung) an.
1932 erhielt er den Mathematik-Preis der Accademia dei XL. Er war Mitglied der Accademia dei Lincei und der Akademie der Wissenschaften in Turin.

## Schriften
- Meccanica tecnica delle vibrazioni, Bologna: Zanichelli 1940